# Joanna Hoffman
Joanna Karine Hoffman (* 27. Juli 1955) ist eine US-amerikanische Marketing-Managerin. Sie war eine der ersten Mitarbeiterinnen von Apple und von NeXT.

## Leben und Karriere
Hoffman wurde 1955 als Tochter des polnischen Regisseurs Jerzy Hoffman und der Armenierin Marlene geboren. Als Scheidungskind lernte sie ihren Vater erst mit zehn Jahren kennen. Die ersten Jahre ihres Lebens verbrachte sie mit ihrer Mutter in der Armenischen SSR.
Hoffman studierte Physik und Archäologie. Während ihres Studiums an der University of Chicago lernte sie bei einem Vortrag Jef Raskin kennen, der sie nach einer hitzigen Diskussion bat, sich bei Apple zu bewerben. Im September 1980 wurde Hoffman nach Raskin, Brian Howard, Burrell Smith und Bud Tribble das fünfte Mitglied im Macintosh-Team. Für mehr als ein Jahr war Hoffman die einzige Marketing-Mitarbeiterin und leistete in dieser Zeit entscheidende Beiträge, wie z. B. den ersten Entwurf der User Interface Guidelines. Später leitete sie das internationale Marketing von Apple. 1985 wechselte sie wieder ins Produktmarketing, nachdem die Absatzzahlen des Macintosh gesunken waren.
Hoffman stand bei Apple im Ruf, ihre Position auch in schwierigen Diskussionen mit Steve Jobs erfolgreich zu verteidigen, wodurch sie sich seinen Respekt verdiente. In den Jahren 1981 und 1982 war sie die erste Mitarbeiterin, die mit dem (teilweise scherzhaft gemeinten) Preis ausgezeichnet wurde, der an die Person verliehen wurde, die sich „Jobs gegenüber am besten behauptet hatte“. Jobs wusste von dem Preis und freute sich darüber.
Jobs verließ Apple 1985 nach einem internen Machtkampf mit John Sculley und gründete kurz darauf sein neues Unternehmen NeXT. Hoffman wechselte bald darauf ebenfalls zu NeXT. In den frühen 1990er Jahren war Hoffman Vice President of Marketing bei General Magic. 1995 zog sie sich aus der Branche zurück, um mehr Zeit für ihre Familie zu haben.
Hoffman ist mit dem ehemaligen Apple-Mitarbeiter Alain Rossmann verheiratet und hat mit ihm zwei Kinder.

## In der Populärkultur
Im Film Jobs aus dem Jahr 2013 wurde Hoffman von Abigail McConnell dargestellt. 
In Danny Boyles Filmbiographie Steve Jobs (2015) wurde ihre Rolle von Kate Winslet übernommen.